# Хуантинцзин

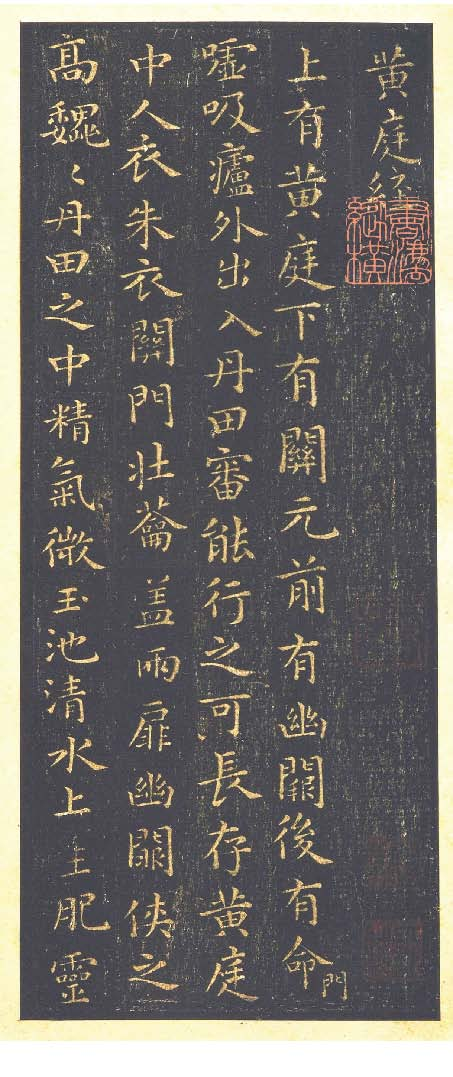
Хуантинцзин, написанный каллиграфом Ван Сичжи и выгравированный на камне в эпоху Сун

Хуантинцзин (кит. 黄庭经, «Канон Жёлтого Двора») — классический трактат внутренней алхимии и визуализации духов (цунсян). Этот трактат считался одним из основных сочинений в школе Шанцин.
Текст написан стихами по семь иероглифов в строчке. О времени его происхождения ведутся споры, канон восходит к устной традиции и к династии Хань. Подтверждено наличие текста в периоды Вэй и Цзинь — (220—439).
Традиция школы Шанцин считает что этот текст обрела основательница школы Вэй Хуацунь от бессмертных небожителей.

## Содержание
Трактат состоит из 36 частей, подразделяется на две части — внутренний канон (黄庭内景玉经) и внешний канон (黄庭外景玉经); иногда выделяют средний канон (黄庭中景玉经).
В трактате объясняется, что жёлтый — цвет центра. Двор — середина четырёх сторон. Жёлтый двор понимается как объединение внешнего (небо, человек, земля) и внутреннего (мозг, сердце, селезёнка). Внешнему соответствует солнце, луна, звезды, облака, день, заря. Внутреннему соответствуют кровь, ткани, мышцы, кости, внутренние органы. В трактате подробно обсуждается положение китайской медицины о «пяти твёрдых и шести полых» органах и о трёх «жёлтых дворах» — даньтянях. Верхний даньтянь расположен в мозгу, средний даньтянь — в сердце, нижний даньтянь в селезёнке.

### Внутренний канон
Текст внутреннего канона связан с обсуждением путей достижения бессмертия и, связанной с этим психической работой внутренних органов. Тело человека подразделяется на три части — верхнюю, среднюю, нижнюю. Каждой из них заведуют восемь духов (божеств), а всего всем телом заведуют 24 духа, которые описываются подробно, приводятся инструкции как их вызывать и как с ними работать, гармонизируя внутреннюю энергию. Если человек заботится должным образом о своей жизненной энергии ци, он может избежать болезней и жить вечно.
В этом разделе объясняются энергетические центры человека — три гуны Жёлтого Двора, три Даньтяня (поля киновари), акупунктурные точки и связь между ними.

### Внешний канон
Внешний канон (вайдзин) состоит из трёх частей. Даются дальнейшие объяснения о духах, населяющих человеческое тело, и о способах контактов с ними. Объясняются медитации, механизм дыхания, глотание слюны, важность сохранения эссенции цзин (энергии желёз внутренней секреции) в ежедневной практике. Говорится о незначимости мирских ценностей (славы и богатства) и о методе культивации.

### Переводы на европейские языки
- Carré, Patrik. 1999. Le Livre de la Cour Jaune: Classique taoïste des IVe-Ve siècles. Paris: Éditions du Seuil. [Full translation of Nei and Wai versions, with commentaries.]
- Kohn, Livia. 1993. «The Gods Within.» In The Taoist Experience: An Anthology, 181-88. Albany: State University of New York Press. [Partial translation of Wai version, with commentaries.]
- Kroll, Paul W. 1996. «Body Gods and Inner Vision: The Scripture of the Yellow Court.» In Donald S. Lopez, ed., Religions of China in Practice, 149-55. Princeton: Princeton University Press. [Partial translation of Nei version — as beautiful as the Huangting jing.]
- Huang, Jane. 1992. The Primordial Breath: An Ancient Chinese Way of Prolonging Life through Breath Control, 2: 221-54. Torrance (Ca.): Original Books. [Pp. 221-54, full translation of Nei and Wai versions.]
- Saso, Michael R. 1995. The Gold Pavilion: Taoist Ways to Peace, Healing, and Long Life. Boston: Charles E. Tuttle Co. [Full translation of Wai version.]

### Изучение
- Homann, Rolf. 1971. Die wichtigsen Koerpergottheiten im Huang-t’ing-ching. Göppingen: Alfred Kümmerle.
- Robinet, Isabelle. 1993. Taoist Meditation: The Mao-shan Tradition of Great Purity. Translated by Julian F. Pas and Norman J. Girardot. Albany: State University of New York Press. Originally published as Méditation taoïste (Paris: Dervy Livres, 1979). [Pp. 55-96 on the Huangting jing.]
- Saso, Michael R. 1974. «On the Meditative Use of the Yellow Court Canon.» Journal of Chinese Religions 9: 1-20.
- Saso, Michael R. 1974. «The Yellow Court Canon.» Journal of the China Society 9: 1-25.
- Schipper, Kristofer, ed. 1975. Concordance du Houang-t’ing King: Nei-king et Wai-king. Paris: École Française d’Extrême-Orient.
- Schipper, Kristofer. 1978. «The Taoist Body.» History of Religions 17: 355-81. [Pp. 100-12.]